# Каджеромське сільське поселення
Каджеро́мський сільське поселення (рос. Каджеромский сельское поселение) — муніципальне утворення у складі Печорського району Республіки Комі, Росія. Адміністративний центр — селище Каджером.
2011 року до складу сільського поселення була включена територія ліквідованого Зеленоборського сільського поселення (селища Зеленоборськ, Рибниця).

## Населення
Населення — 2339 осіб (2017, 2916 у 2010, 3853 у 2002, 3044 у 1989).

## Склад
До складу поселення входять такі населені пункти:
| Населений пункт      | Населення, осіб (1989) | Населення, осіб (2002) | Населення, осіб (2010) |
| -------------------- | ---------------------- | ---------------------- | ---------------------- |
| Зеленоборськ, селище | 1076                   | 671                    | 433                    |
| Каджером, селище     | -                      | 2129                   | 1831                   |
| Причал, селище       | 256                    | 170                    | 81                     |
| Рибниця, селище      | 412                    | 212                    | 151                    |
| Талий, селище        | 830                    | 472                    | 340                    |
| Трубоседйоль, селище | 470                    | 199                    | 80                     |